# 일본 공정거래위원회

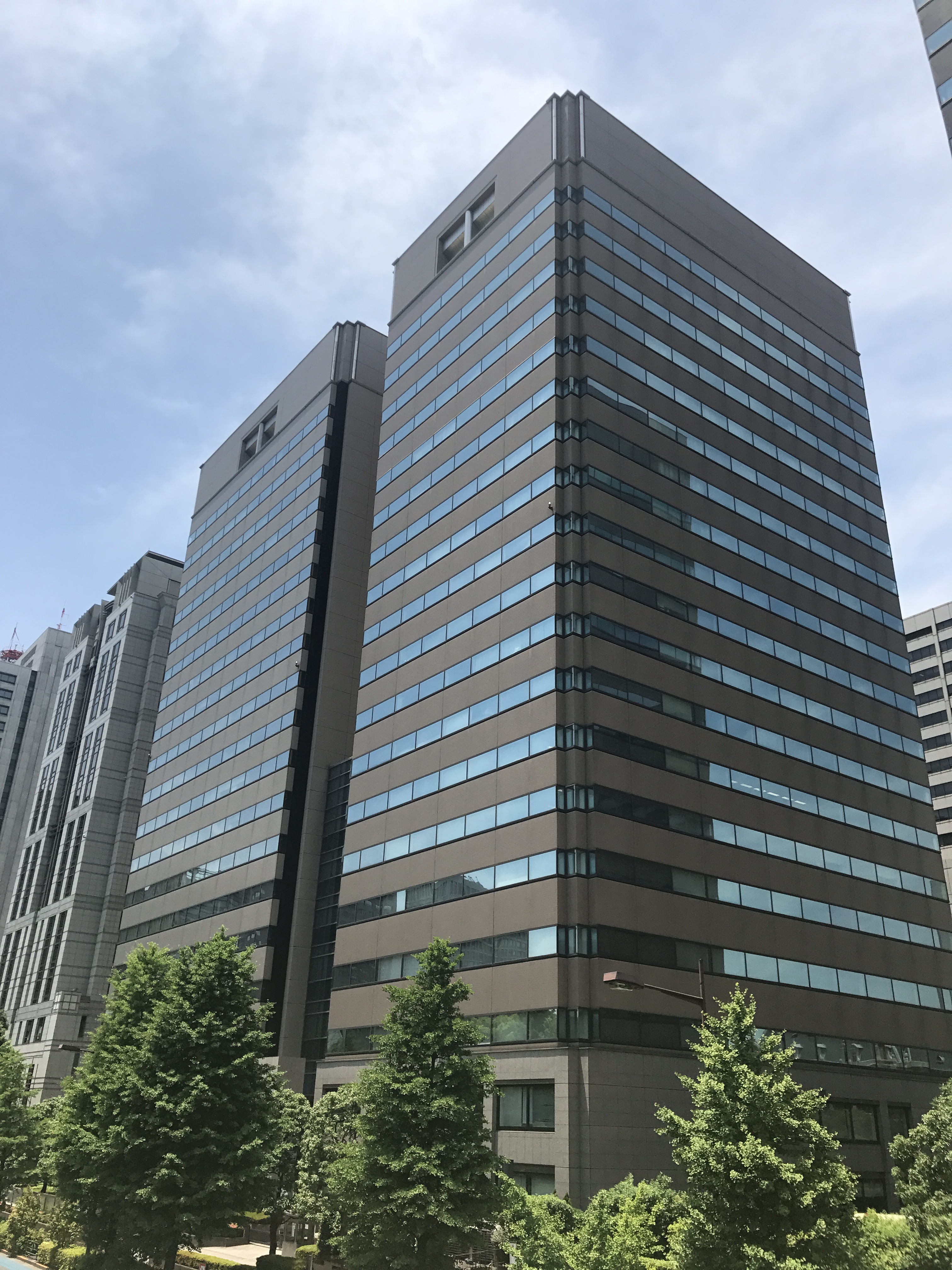
공정취인위원회 청사

공정취인위원회(일본어: 公正取引委員会 고세이토리히키이인카이[*], 영어: Japan Fair Trade Commission, JFTC)는 일본의 행정기관이다. 일본 내각부의 외청으로, 내각총리대신의 관할 밑에 설치된 합의제의 행정위원회이다. 약칭은 “고토리이”(일본어: 公取委} 또는 “고토리”(일본어: 公取)이다. 행정기관으로는 일본 외무성 다음으로 오래되었으며, 명칭도 변경되지 않고 현재까지 사용되고 있다.
자유주의 경제에서 경쟁을 촉진하는 것을 목적으로 한다. 독점 금지나 공정 거래 확보, 부당 경품이나 표시의 방지 등을 관리하고 있다.

## 같이 보기
- 경쟁법
- 소비자보호